# It's Probably Me
Singles par Sting
Why Should I Cry for You
(1991) If I Ever Lose My Faith in You
(1993)
Singles par Eric Clapton
Tears in Heaven
(1992) Layla (Acoustic)
(1992)
It's Probably Me est une chanson dont les paroles ont été écrites par Sting et la musique composée par Eric Clapton et Michael Kamen pour la bande originale du film L'Arme fatale 3 (Lethal Weapon 3). Interprétée par Sting au chant, Eric Clapton à la guitare et Michael Kamen aux claviers, elle sort en single le 23 juin 1992.
C'est un succès international. Elle atteint la première place des ventes en Italie.

## Rythmique
Eric Clapton utilise un briquet à essence Zippo pour créer le rythme d'ouverture au lieu d'une batterie ou d'un programme,,.

## Autre version
Sting a enregistré  avec d'autres musiciens une nouvelle version de It's Probably Me qui apparaît sur son album Ten Summoner's Tales sorti en 1993.

## Distinctions
En 1993, la chanson est lauréate aux BMI Film and TV Awards et reçoit une nomination aux MTV Movie & TV Awards (Meilleure chanson de film) et une autre aux Grammy Awards (Meilleure chanson écrite pour un film).

## Musiciens
Crédits issus du disque de la bande originale du film L'Arme Fatale 3.
- Sting : chant, chœurs, basse
- Eric Clapton : guitares acoustique et électrique
- David Sanborn : saxophone alto
- Michael Kamen : claviers, arrangements des cordes
- Don Alias et Stephen McLaughlin : percussions
- Steve Gadd : batterie

## Classements hebdomadaires
| Classement (1992)                      | Meilleure position |
| -------------------------------------- | ------------------ |
| Allemagne (GfK Entertainment)          | 22                 |
| Australie (ARIA)                       | 23                 |
| Belgique (Flandre Ultratop 50 Singles) | 11                 |
| Canada (RPM 100 Singles)               | 12                 |
| France (SNEP)                          | 4                  |
| Irlande (IRMA)                         | 17                 |
| Italie (FIMI)                          | 1                  |
| Nouvelle-Zélande (RMNZ)                | 11                 |
| Pays-Bas (Nederlandse Top 40)          | 6                  |
| Pays-Bas (Single Top 100)              | 7                  |
| Royaume-Uni (UK Singles Chart)         | 30                 |
| Suède (Sverigetopplistan)              | 29                 |
| Suisse (Schweizer Hitparade)           | 16                 |

## Certifications
| Pays             | Certification | Unités certifiées |
| ---------------- | ------------- | ----------------- |
| Australie (ARIA) | Or            | 35 000            |